# 로이 마카이
뤼돌프휘스 "로이" 안토니위스 마카이(네덜란드어: Rudolphus "Roy" Antonius Makaay, 1975년 3월 9일, 베이헌 ~ )는 네덜란드의 전 축구 선수이다. 바이에른 뮌헨에서 활약할 당시, 유령 (Das Phantom)이라는 별명으로 불렸는데, 이는 어디선가 나타나 골을 성공시키기 때문에 붙여진 것이다.

## 클럽 경력
SC 부지크 (SC Woezik), DIOSA, 블라우브비트 (Blauw-Wit) 유스를 거쳐 1993년 네덜란드 에레디비시의 피테서 (Vitesse)에서 프로 선수 생활을 시작하였다. 1993년부터 1997년까지 비테서에서 109경기에 나서 42골 (컵 대회 기록 제외) 을 넣었으며, 1996-97 시즌에는 14골로 리그 득점 3위에 올랐다. 1997년 스페인 프리메라리가의 CD 테네리페로 이적하였으며, 72경기에 출전해 21골을 넣었다. 1999년 데포르티보 라코루냐로 이적해 팀의 1999-00 시즌 라 리가 우승, 코파 델 레이 2000-01 우승, 2000년·2002년 수페르코파 데 에스파냐 우승에 공헌하고, 2002-03 시즌에는 38경기에서 29골을 넣는 득점력을 보이며 시즌 최다 득점자가 되기도 하였다. 이 해에 유로피언 골든 슈도 수상하였다.
2003-04 시즌 1 분데스리가의 바이에른 뮌헨으로 자리를 옮겼으며, 이곳에서 두 번의 분데스리가 우승 (2004-05, 2005-06), 두 번의 DFB-포칼 우승 (2004-05, 2005-06), 한 번의 리가포칼 우승 (2004년) 을 경험하였다. 2006년 8월, 분데스리가 역대 3,000번째 골을 넣었고, 2007년 3월, 2003년 바이에른 뮌헨 유니폼을 입은 이래, 자신의 분데스리가 75번째 골이자 바이에른 뮌헨 입단 후 100번째 골을 성공시켰다. 또 같은 해에 UEFA 챔피언스리그에서 레알 마드리드를 상대로 10.2초만에 골을 넣으며, 챔피언스리그 사상 가장 빠른 시간에 터진 골 기록을 수립하였다.
2007-08 시즌 네덜란드로 돌아왔으며, 2007년 6월 페예노르트와 계약을 맺었다. 마카이가 바이에른 뮌헨을 떠나는 결정을 한 데에는 바이에른 뮌헨의 루카 토니, 미로슬라프 클로제 영입의 영향이 컸다.
2009-10 시즌, 헤이렌베인과의 은퇴 경기에서 해트트릭을 기록하였다. 은퇴 후에는 자신이 마지막으로 뛴 팀인 페예노르트의 U-13 팀 어시스턴트 코치로 활동하고 있다.

## 국가대표팀 경력
네덜란드 축구 국가대표팀에서는 1996년부터 2005년까지 43경기에서 6골을 넣었으며, UEFA 유로 2000, UEFA 유로 2004, 2008년 하계 올림픽에 출전한 바 있다. 2008년 하계 올림픽에서는 3경기에 출전해 2골을 넣었다.

## 수상

#### 데포르티보 라코루냐
- 라리가 : 1999-00
- 국왕컵 : 2001-02
- 수페르코파 데 에스파냐 : 2002

#### 바이에른 뮌헨
- 분데스리가 : 2004-05, 2005-06
- DFB-포칼 : 2004-05, 2005-06
- DFB-리가포칼 : 2004

#### 페예노르트
- KNVB컵 : 2007-08

### 개인
- 라리가 득점왕 : 2002-03
- 유로피언 골든슈 : 2002-03
- ESM 올해의 팀 : 2002-03
- KNVB컵 득점왕 : 2007-18
- 챔피언스리그 최단기간 득점 : 10.12초, (vs 레알 마드리드)